# Terebra histrio
Terebra histrio é uma espécie de gastrópode do gênero Terebra, pertencente a família Terebridae.